# Орлик (село)
О́рлик — село в Україні, у Кобеляцькій міській громаді Полтавського району Полтавської області. Населення становить 1754 осіб. Колишній центр Орлицької сільської ради. Названо на честь гетьмана Пилипа Орлика.

## Географія
Село Орлик знаходиться на лівому березі дельти річки Ворскла в місці, де вона переходить в Кам'янське водосховище, вище за течією на відстані 5 км розташоване село Шевченки.

## З історії села
Первинна назва села — Орель чи Оріль — від назви річки, що тут впадає в Дніпро. Селом колись володіла дружина Гетьмана Пилипа Орлика Ганна. Вона ж — дочка полтавського козацького полковника Павла Герцика. У селі на честь гетьмана Пилипа Орлика встановлено пам'ятний камінь з дошкою: «Творцю першої в світі демократичної конституції гетьману Пилипу Орлику, ім'ям якого названо село».
Село в сучасному місці виникло після створення Кам'янського водосховища (1963-65 рр), яке затопило село Старий Орлик.
12 червня 2020 року, відповідно до розпорядження Кабінету Міністрів України № 721-р «Про визначення адміністративних центрів та затвердження територій територіальних громад Полтавської області», село увійшло до складу Кобеляцької міської громади.
19 липня 2020 року, в результаті адміністративно - територіальної реформи та ліквідації Кобеляцького району, село увійшло до складу новоутвореного Полтавського району Полтавської області.

## Економіка
- Новоорлицьке лісництво Кременчуцького Держлісгоспу
- Гранітний кар'єр.
- База відпочинку «ДЕВЗ».
- Мисливські бази Кам'янського УОР.
- Мисливські бази Кобеляцького УОР.
- Орлицьке СПО.

## Об'єкти соціальної сфери
- Школа.
- Орлицька медамбулаторія.
- Стадіон ФК «Орлик».
- Орлицький краєзнавчий музей.

## Пам'ятки
Неподалік від села розташований гідрологічний заказник «Новоорлицькі Кучугури», який є частиною Регіонального ландшафтного парку «Нижньоворсклянський».

## Відомі люди
- Заїченко Семен Якович — український радянський діяч.
- Ткач Дмитро Васильович — український письменник, лауреат республіканської Премії ім. Л.Українки.
- Невідник В. І. — доктор медичних наук, професор Дніпропетровського медінституту.
- Пікуш Григорій Родіонович — доктор біологічних наук, заступник директора Всесоюзного Науково-дослідного інституту кукурудзи.
- Головко Савелій Сидорович — Герой Соціалістичної праці, голова колгоспу ім. Кірова Лохвицького району.
- Невідник Тетяна Леонтіївна — жителька села Орлик, багатодітна мати, депутат Верховної Ради УРСР 10 і 11 скликання.
- Гриценко Тамара Олександрівна — народний артист УРСР, лауреат республіканської премії ім. Т. Г. Шевченка.
- Сосновий Дмитро Григорович — архітектор, лауреат республіканської премії ім. Т. Г. Шевченка.
- Сосідко П. І. — доктор біологічних наук, вчений секретар ВАСГНІЛ.
- Ворон Пилип Петрович — кандидат біологічних наук, колишній директор заповідника Асканія Нова.
- Климович Петро Титович, міністр фінансів Української Держави, діяч «Просвіти» в Одесі.